# Murder, Inc. (film)
Murder, Inc. is een Amerikaanse misdaadfilm uit 1960 onder regie van Burt Balaban en Stuart Rosenberg.

## Verhaal
De georganiseerde misdaad zet een huurmoordenaar in om de schulden van een paar te vereffenen. Het echtpaar wil koste wat het kost af van hem. Toch worden ze meegesleurd in de criminele activiteiten van de misdaadorganisatie.

## Rolverdeling
| Acteur           | Personage        |
| ---------------- | ---------------- |
| Stuart Whitman   | Joey Collins     |
| May Britt        | Eadie Collins    |
| Henry Morgan     | Burton Turkus    |
| Peter Falk       | Abe Reles        |
| David J. Stewart | Lepke Buchalter  |
| Simon Oakland    | William Tobin    |
| Sarah Vaughan    | Zangeres         |
| Morey Amsterdam  | Walter Sage      |
| Eli Mintz        | Joe Rosen        |
| Joseph Bernard   | Mendy Weiss      |
| Warren Finnerty  | Bug Workman      |
| Vincent Gardenia | Lazlo            |
| Helen Waters     | Mevrouw Corsi    |
| Leon B. Stevens  | Loughran         |
| Howard Smith     | Albert Anastasia |